# Ana Beatriz Nogueira
Ana Beatriz Soares Nogueira (n. 22 octombrie 1967) este o actriță braziliană.